# Straż Ochrony Przyrody
Straż Ochrony Przyrody – społeczna organizacja propagująca idee ochrony przyrody powołana w roku 1957 i rekrutująca się z czynnych członków następujących organizacji: Liga Ochrony Przyrody, Polskie Towarzystwo Turystyczno-Krajoznawcze, a także w mniejszym stopniu: Polski Związek Łowiecki, Polski Związek Wędkarski.
W latach 1957–2001 miała charakter organizacji społecznej o uprawnieniach organu administracji państwowej.
Ministerstwo Leśnictwa i Przem. Drzewnego ustaliło w roku 1957 wzór legitymacji i odznaki służbowej SOP.

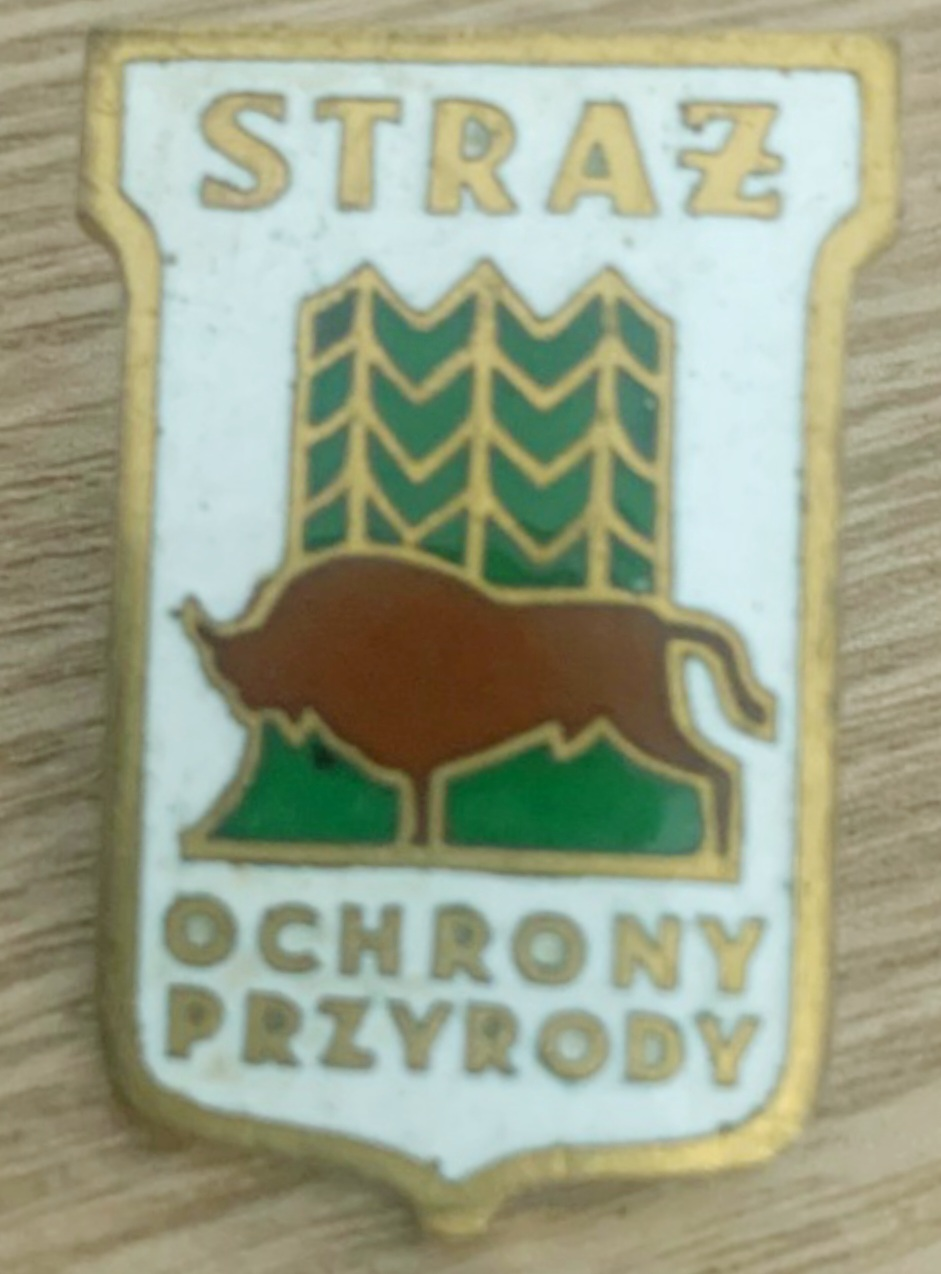
Odznaka SOP obowiązująca do roku 2001

Po roku 2001 (tj. po uchyleniu Rozp. Ministra Leśnictwa i Przemysłu Drzewnego z dn. 30.04.1957 i po nowelizacji Ustawy o Ochronie Przyrody) kontynuatorami tradycji dawnej Straży Ochrony Przyrody (jednak już bez dawnych uprawnień) jest kilka regionalnych, niezależnych od siebie stowarzyszeń działających w oparciu o „Ustawę o stowarzyszeniach”. Współdziałają one społecznie w charakterze pomocowym i za wiedzą takich służb jak: straże miejskie, Straż Parku, Straż Leśna, Państwowa Straż Łowiecka, Państwowa Straż Rybacka.

## Zadania statutowe (po 2001 r.)
Każde z obecnie istniejących stowarzyszeń Straży Ochrony Przyrody swe cele działania określa w wewnętrznym regulaminie, bądź statucie stowarzyszenia. Nadrzędnym celem – pojawiającym się w dokumentach programowych obecnych stowarzyszeń Straży Ochrony Przyrody – jest kształtowanie postaw proekologicznych, działanie na rzecz zmiany stosunku człowieka do przyrody i kształtowanie świadomości społecznej w tym zakresie. Dziś swe cele Straż Ochrony Przyrody osiąga przez popularyzację wiedzy, współpracę z administracją rządową, samorządową i organizacjami pozarządowymi. Ma również moc sprawowania kontroli społecznej nad przestrzeganiem przepisów w zakresie ochrony środowiska naturalnego – głównie dzięki dobrej znajomości prawa ochrony przyrody i jego zastosowania w praktyce.

## Historia
Geneza
Początków idei utworzenia Straży Ochrony Przyrody (SOP) na ziemiach polskich należy dopatrywać się już w XIX w. Na terenie ówczesnej Galicji (zabór austriacki) polscy przyrodnicy: Ludwik Zejszner, Maksymilian Siła-Nowicki i Eugeniusz Janota zwrócili wówczas uwagę na wyniszczenie przez kłusowników kozicy i świstaka w Tatrach i podjęli pierwsze działania ochroniarskie. W 1851 r. powołali oni do życia pierwszą na ziemiach polskich Straż Przyrodniczą – jak ją określono – „do pilnowania zwierza halskiego”. Straż ta była protoplastą późniejszej Straży Ochrony Przyrody, a ww. przyrodników możemy uznać za jej praojców. Dzięki staraniom m.in. Władysława Taczanowskiego i Mariana Raciborskiego oraz działaniom Towarzystwa Naukowego Krakowskiego, w roku 1868 Sejm Krajowy we Lwowie wydał dwie ustawy ochroniarskie: „O ochronie świstaka i kozicy” oraz „O ochronie ptaków i innych zwierząt”. Niezwykle istotny wkład w ideę ochrony polskiej przyrody oraz w ideę tworzenia w przyszłości Straży Ochrony Przyrody wniosło – powstałe w 1873 r. – Towarzystwo Tatrzańskie. Z jego inicjatywy utrzymywano działalność Straży Tatrzańskiej – kontynuatorki „Straży do pilnowania zwierza halskiego”. Strażnicy zwalczali kłusownictwo i propagowali idee ochrony przyrody polskich Tatr.
W odrodzonej Rzeczypospolitej w 1919 r. powołano Tymczasową Państwową Komisję Ochrony Przyrody, następnie (1925 r.) przekształconą w Państwową Radę Ochrony Przyrody – na jej czele stał prof. Władysław Szafer. Ona właśnie koordynowała działania ochroniarskie, głównie w zakresie konserwatorskiej ochrony przyrody. Rolę dziś wypełnianą przez Straży Ochrony Przyrody, spełniały wówczas Kuratoria Ochrony Przyrody – przekształcone później w Komitety Ochrony Przyrody. W 1925 r. Rada Ministrów wydała rozporządzenie o trybie załatwiania spraw z zakresu ochrony przyrody, a w roku 1934 wydano „Ustawę o ochronie przyrody”. W 1928 r. powołano do życia społeczną Ligę Ochrony Przyrody – która w okresie powojennym przez wiele dziesiątek lat współtworzyła Straż Ochrony Przyrody.
Straż Ochrony Przyrody w latach 1957–2001
Po zakończeniu II wojny światowej, m.in. dzięki wysiłkom Władysława Szafera i Edwarda Potęgi, doprowadzono do reaktywacji Państwowej Rady Ochrony Przyrody i Ligi Ochrony Przyrody. W 1949 r. Sejm PRL uchwalił nową „Ustawę o ochronie przyrody”. Patronat nad całokształtem spraw dotyczących ochrony przyrody objęło Ministerstwo Leśnictwa (później Ministerstwo Leśnictwa i Przemysłu Drzewnego) – organem fachowym Ministra Leśnictwa w tym zakresie był mianowany przez niego Naczelny Konserwator Przyrody. Podstawę prawną dla powołania Straży Ochrony Przyrody stała się wspomniana „Ustawa o ochronie przyrody” z roku 1949, w której przewidziano możliwość powołania takiej społecznej Straży. Na tej podstawie Minister Leśnictwa i Przemysłu Drzewnego w dn. 30 kwietnia 1957 r. wydał rozporządzenie powołujące Straż Ochrony Przyrody – jako „społeczny organ administracji państwowej w zakresie egzekwowania spraw z zakresu ochrony przyrody”.
Patronat nad Strażą Ochrony Przyrody objęły: Liga Ochrony Przyrody, Polskie Towarzystwo Turystyczno-Krajoznawcze, Polski Związek Łowiecki, Polski Związek Wędkarski i Polski Związek Alpinizmu (Polski Klub Wysokogórski) – tworzące Radę Naczelną Straży Ochrony Przyrody. Pierwszym Naczelnym Inspektorem Straży Ochrony Przyrody z ramienia LOP i PTTK został Witold Tyrakowski (pełnił tę funkcję przez 25 lat) – działacz PTTK, autor pierwszego „Informatora SOP”.
Struktura wewnętrzna Straży Ochrony Przyrody określona „Regulaminem” z 1957 r. przedstawiała się następująco:
- Organem naczelnym było Kierownictwo Straży Ochrony Przyrody, składające się z czterech Naczelnych Inspektorów reprezentujących poszczególne organizacje patronujące SOP – odpowiedzialne przed Naczelnym Konserwatorem Przyrody.
- Na szczeblu wojewódzkim funkcjonowały inspektoraty wojewódzkie SOP – również kierowane przez czterech inspektorów, którzy mogli powoływać komisje problemowe, np. komisję szkolenia, komisję organizacyjno-prawną, czy komisję propagandową (takie komisje działały w Wojewódzkim Inspektoracie SOP w Warszawie). Inspektoraty wojewódzkie odpowiedzialne były przed odpowiednimi wojewódzkimi konserwatorami przyrody.
- Organami SOP stopnia podstawowego byli inspektorowie terenowi, którzy mieli koordynować pracę podstawowych jednostek terenowych – grup rejonowych SOP[10].

Ewidencję członków SOP na poziomie inspektoratów prowadziły wówczas prezydia wojewódzkich rad narodowych, a w skali kraju – Naczelny Konserwator Przyrody. Członkowie SOP (na podstawie wydanych przez MLiPD rozporządzeń) byli uprawnieni m.in. do: legitymowania osób łamiących przepisy w zakresie ochrony przyrody, odbierania za pokwitowaniem przedmiotów uzyskanych w czasie popełnienia czynów zabronionych, a niektórzy strażnicy mogli nakładać i ściągać grzywny w drodze mandatów karnych oraz występować w charakterze oskarżyciela publicznego. Strażnicy SOP korzystali z ochrony prawnej oraz podlegali odpowiedzialności na zasadach ustalonych dla funkcjonariuszy publicznych. Powyższe zapisy po przyjęciu nowej „Ustawy o ochronie przyrody” (z dn. 16 października 1991 r.) zostały doń włączone. Członkiem SOP mógł odtąd zostać pełnoletni obywatel Rzeczypospolitej Polskiej, w pełni zdolny do czynności prawnych, po odpowiednim przeszkoleniu, będący członkiem jednego z wymienionych stowarzyszeń: Ligi Ochrony Przyrody, Polskiego Towarzystwa Turystyczno-Krajoznawczego, Polskiego Związku Łowieckiego, Polskiego Związku Wędkarskiego i Polskiego Klubu Wysokogórskiego
Główny ciężar utrzymania bieżącej pracy Straży Ochrony Przyrody spoczywał na barkach PTTK i LOP, które m.in. użyczały pomieszczeń organizacyjnych i służyły zapleczem technicznym i ludzkim, a odsetek członków tych organizacji będących strażnikami SOP był największy spośród czterech organizacji współtworzących Straż.. W 1957 r. SOP rozpoczynała swoją działalność jako grupa kilkudziesięciu osób (turystów, członków PTTK), aby w 1959 r. skupić już ponad 2000 strażników. Straż Ochrony Przyrody dynamicznie powiększała swe szeregi – w 1967 r. ok. 7000 strażników przeprowadziło 175 000 interwencji. Największą aktywność SOP przejawiała w latach 1970–1995. W roku 1970 było 8897 strażników SOP – w tym 3777 z PTTK, 3080 z LOP, 1557 z PZW, 447 z PZŁ i 36 z Klubu Wysokogórskiego. Najsilniejsze grupy wojewódzkie istniały wówczas w województwach: poznańskim – 1357, krakowskim – 1058, katowickim – 837, gdańskim – 732 oraz łódzkim – 510 strażników[13]. W 1977 roku SOP liczyła 20 000 członków, a w 1982 roku – 33 652 strażników. Świadectwem rozwoju SOP w skali kraju była rosnąca liczba grup rejonowych – podstawowych jednostek organizacyjnych. W 1964 r. było ich zaledwie 132, w 1970 r. już 548, a w 1982 r. – 1600.
Pierwsza interwencja SOP miała miejsce w Tatrach na Kalatówkach. SOP nawiązała ścisłą współpracę z Tatrzańskim Parkiem Narodowym, organizując przez wiele lat tzw. „Akcję Tatry SOP”, w toku której strażnicy wspomagali działania ochronne Straży Parku. Podobne akcje, organizowane z inicjatywy Wojewódzkiego Inspektoratu SOP w Łodzi, przeprowadzono również na terenie parków narodowych: Babiogórskiego, Bieszczadzkiego i Słowińskiego.
Organizatorem i pierwszym szefem krakowskiej grupy rejonowej, jako jednej z pierwszych w kraju, był Aleksander Frankowski. Głównym działaniem SOP w województwie krakowskim była kontrola przestrzegania przepisów o ochronie przyrody w parkach narodowych i rezerwatach przyrody, sporadycznie kontrolowano też targowiska, przeciwdziałając sprzedaży roślin chronionych. Przed uzyskaniem uprawnień strażnicy przechodzili kursy, na których szkolono ich z podstaw ochrony przyrody.
Organizatorami SOP w Łodzi byli inspektorzy Mirosław Nowak i Henryk Klidzia. Działania SOP w województwie łódzkim obejmowały: patrolowanie rezerwatów przyrody a także lasów będących w zarządzie gospodarczym LP, monitorowaniu parków, zadrzewień i innej zieleni miejskiej. Cyklicznie przeprowadzane były akcje: „Choinka” (zwalczanie nielegalnego handlu młodymi drzewkami iglastymi w okresie przedświątecznym), „Bazar” (zwalczanie handlu ptactwem chronionym na łódzkich targowiskach), „Wnyki” (akcja wymierzona przeciwko kłusownikom-wnykarzom we współdziałaniu z LP). Dużą wagę przykładano do działań prewencyjnych, prowadząc liczne szkolenia dotyczące przestrzegania przepisów o ochronie przyrody (m.in. dla młodzieży szkolnej i akademickiej czy funkcjonariuszy Straży Miejskiej).
W 1977 r. (w 20. rocznicę powołania SOP) – z inicjatywy inspektora Henryka Klidzi i Naczelnego Inspektora SOP Witolda Tyrakowskiego – w Warszawie obradował I Sejmik Straży Ochrony Przyrody, w którym uczestniczyli delegaci z całej Polski oraz goście zagraniczni. Tematem tego zgromadzenia były problemy ochrony zieleni miejskiej (kwestia nadmiernych wycinek drzew w miastach, źle prowadzonej pielęgnacji drzewostanu i problemem zasolenia gleby w miastach).
W schyłkowym okresie swej aktywności (1995 r.) Straż Ochrony Przyrody liczyła: 1006 grup rejonowych, skupiając 23 532 członków (w tym 2307 posiadających uprawnienia mandatowe).
Kolejna nowelizacja (2000 r.) „Ustawy o ochronie przyrody” uchyliła przepisy rozdziału VI dotyczące SOP – kładąc kres jej istnieniu z punktu widzenia formalno-prawnego (aczkolwiek akcji likwidacyjnej i przejęcia archiwów oraz dokumentacji nigdy nie przeprowadzono).

## SOP w kulturze
Członkiem Straży Ochrony Przyrody był Winnetou, bohater książki „Pan Samochodzik i Winnetou” z cyklu powieści dla młodzieży Zbigniewa Nienackiego.